# Iglesia de las Escuelas Pías (Valencia)
La iglesia de las Escuelas Pías sita en la calle Carniceros de Valencia (España) fue construida en el siglo XVIII en estilo barroco y constituye un ejemplo representativo del momento arquitectónico que la ciudad de Valencia vive en el último tercio del siglo XVIII. 

## Descripción
Tanto por la composición de la fachada, alzado interior y planta como por los arquitectos que participan en su construcción, la Iglesia de las Escuelas Pías se erige en un inmejorable ejemplo para apreciar la inflexión clásica que la creación de la Real Academia de Bellas Artes de San Carlos —a través de sus directores de arquitectura— motiva en el desenvolvimiento del barroco clasicista imperante desde mediados del siglo XVIII en Valencia.
El esquematismo lineal con que se resaltan los componentes del orden dórico o la misma intencionalidad escenográfica que resulta de su adaptación a una superficie circular, entronca el primer cuerpo de la iglesia de las Escuelas Pías con fuentes barrocas originales y cultas, donde los efectos de dinamismo y movimiento de la planta se combinan con una respetuosa sintaxis clásica.

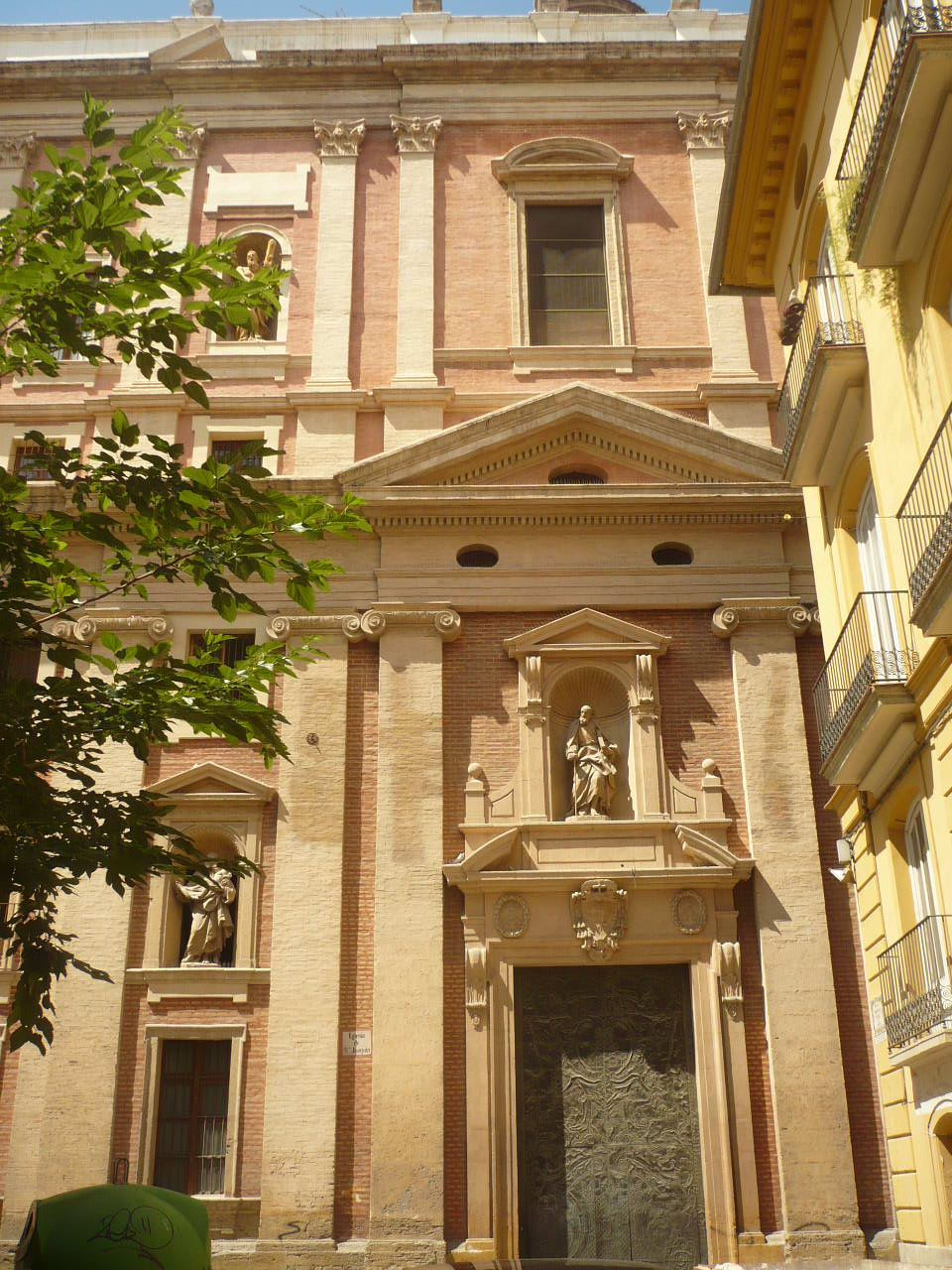
Fachada principal de la Iglesia de las Escuelas Pías de Valencia.

Siete de estos espacios están destinados a capillas y constan de altares formados por dos columnas corintias sobre pedestales y frontones circulares o triangulares alternados.
Los tres espacios restantes que se configuran entre los machones de la iglesia están destinados a entradas -una colegial y otra de acceso desde la calle- y al altar mayor. Este último, situados enfrente de la puerta, es de mayores dimensiones que el resto y articula el primer cuerpo con el segundo. Flanqueado por dos columnas corintias pareadas exentas y con retropilastras a cada lado, así como trozos de entablamento resaltado, su composición guarda un gran parecido con la del Panteón romano de Agripa.

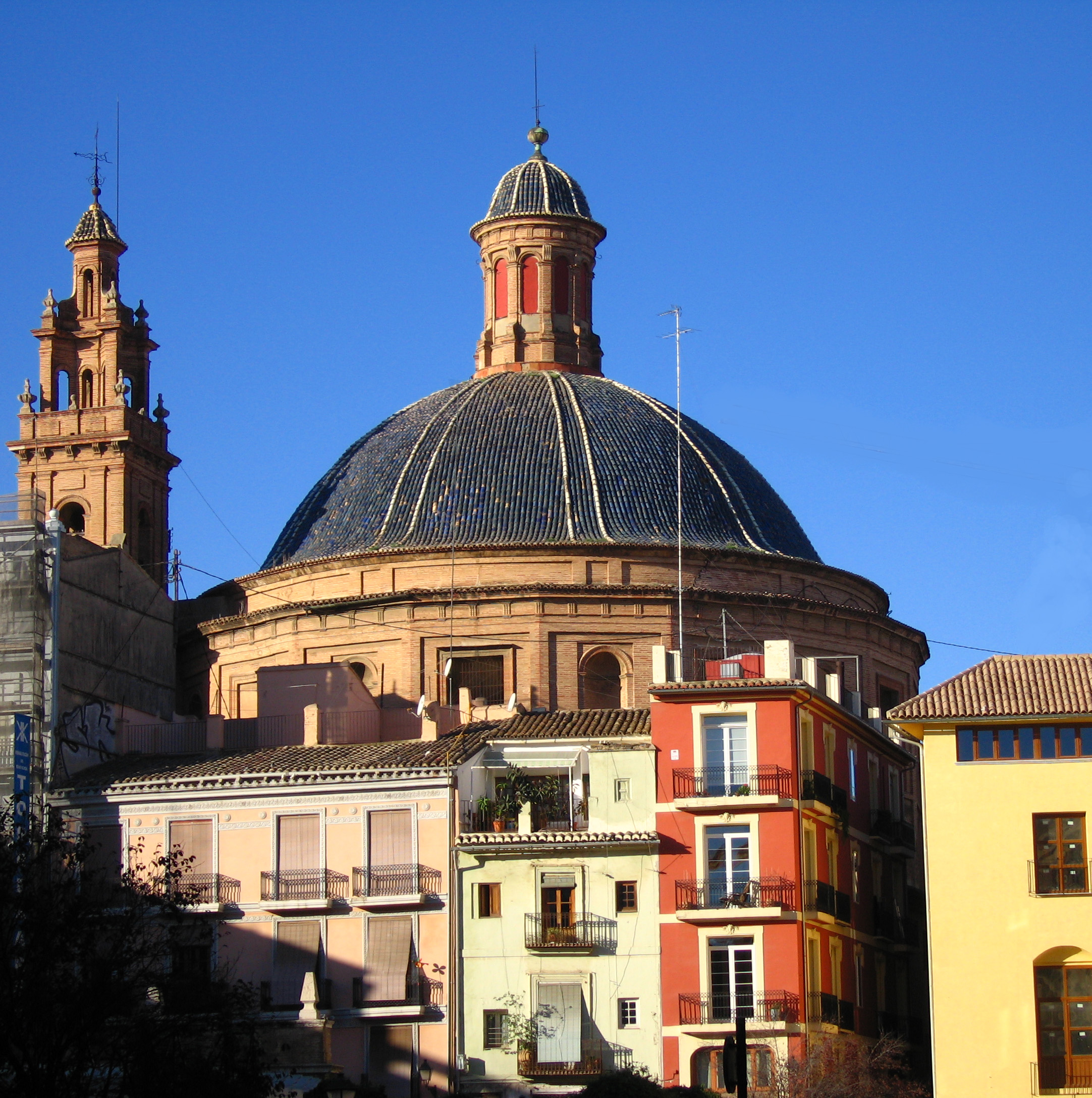
Cúpula de la Iglesia de las Escuelas Pías de Valencia.

A través de un arco rebajado que penetra el segundo piso se abre la capilla mayor con pilastras corintias estriadas, entablamento y bóveda de cuarto de esfera con fresco. El altar mayor consta de cuatro columnas, dos de ellas resaltadas con frontis triangular, destacando los mármoles y adornos dorados de sus bases, planos, mesa y entablamento. 
El segundo cuerpo, de menor altura que el primero y circuido por una baranda de hierro que asienta sobre un estrecho andito, acoge tribunas entre los espacios dejados por los machones, comunicándose todo el conjunto por estrechos pasos abiertos en estos. El ritmo vertical impuesto en el primer cuerpo por las columnas corintias pareadas se mantiene en el segundo, pero cambia radicalmente la composición de sus intercolumnios. Las arcuaciones de aquel dan paso a rígidas composiciones adinteladas en éste.
El tercer cuerpo, tras el que se voltea la cúpula, sigue guardando una proporción y una distribución similares a la del Panteón. Cerrado por una barandilla metálica y un estrecho andito, organiza su superficie con diez ventanas rectangulares que cargan sobre las tribunas del piso inferior, nichos en los machones y recuadros decorativos en los espacios intermedios. 
Tanto la idea de un mausoleo erigido para perpetuar la memoria de los escolapios ilustres como las alusiones al carácter docente de la orden —patentes en el contenido de las frases latinas de los frisos de los dos primeros cuerpos—, constituyen una exaltación de la orden escolapia. Desde un punto de vista arquitectónico tiene gran interés el claro sentido humanista y clásico con que se resuelve esta idea a través de una estructura circular abovedada a modo de martyria con una composición interior que, en numerosos aspectos, guarda grandes paralelismos con la del Panteón de Roma, prototipo por excelencia de tumbas y mausoleos desde la Antigüedad clásica. Buena prueba de este carácter apuntado es que durante las primeras décadas del siglo XIX la iglesia de las Escuelas Pías fue el marco escenográfico preferido por las instituciones valencianas para celebrar exequias con motivo de la muerte de personajes regios e ilustres, en donde catafalcos, pebeteros dorados, jeroglíficos con atributos mortuorios, doseles y terciopelos negros, cobraban una especial solemnidad sepulcral dentro del espacio circular del templo.
- Fachada:

La fachada principal de la iglesia, cuya disposición aparece forzada por la línea de la calle Carniceros a la que recae, guarda una composición frecuente en la arquitectura conventual madrileña del siglo XVIII conocida con el nombre de iglesia-bloque al formar iglesia y convento en un todo compacto.
Sin embargo, la fachada de las Escuelas Pías, flanqueada por dos cuerpos levemente resaltado, tiene una composición deudora del modelo contrarreformista derivado de la iglesia del Gesù, que en Valencia alcanzó una gran difusión durante el segundo tercio del siglo XVIII. 
La fachada, de 33,97 metros de extensión y 24,91 de altura, consta de dos cuerpos de desigual altura, compartimentados en cinco calles por órdenes de arquitectura a través de diez pilastras en cada uno, de orden jónico la del primero y del corintio las del segundo.
- Campanario:

A la derecha de la fachada, sobre uno de los cuerpos que la flanquean, se alza el campanario. El cuerpo de campanas presenta por cada lado arco flanqueado por pilastras pareadas de orden dórico, entablamento con ménsulas, y antepecho con jarrones. El segundo cuerpo, constituido por el remate que eleva la linterna, se diferencia de otros campanarios similares del siglo XVIII por el enorme protagonismo que adquieren los pilares unidos por arcos a modo de contrafuertes diagonales, sirviendo de realce a la linterna con volutas angulares y cubierta de teja.
- La cúpula

De la cornisa del tercer cuerpo arranca la cúpula semiesférica marcada con su intradós por veinte nervios pareados. Sobre el anillo superior de la cúpula se eleva la linterna dividida en diez segmentos con ventanas. Exteriormente la cúpula presenta en su base un perfil alabeado apoyando sobre tambor circular de escasa altura. Tanto la cúpula como la linterna se cubren con teja azul resaltando los nervios con teja blanca.
Esta cúpula es una de las más grandes de Europa, con 24,5 m de diámetro.